# Ana Fernández (volleybalster)
Ana Fernández (Sancti Spíritus, 3 augustus 1973) is een Cubaans volleybalster die als middenspeelster speelt. Zij werd met de nationale ploeg driemaal olympisch kampioen en won tijdens haar laatste spelen de bronzen medaille.

## Carrière
Met haar drie gouden en één bronzen medaille is zij de meest olympisch gelauwerde volleyballer in de zaal. Zij speelde als middenspeelster.

## Palmares
Nationale ploeg
- 1992:  OS
- 1993:  WC
- 1993:  WGP
- 1994:  WK
- 1994:  WGP
- 1995:  P-AS
- 1995:  WGP
- 1996:  OS
- 1996:  WGP
- 1997:  WGP
- 1998:  WK
- 1998:  WGP
- 1999:  P-AS
- 2000:  OS
- 2004:  OS